# Freestyle-Skiing-Weltcup 2022/23
Der Freestyle-Skiing-Weltcup 2022/23 war eine von der FIS organisierte Wettkampfserie, die am 21. Oktober 2022 in Chur begann und am 25. März 2022 in Silvaplana endete. Ausgetragen wurden Wettbewerbe in den Disziplinen Aerials, Moguls, Dual Moguls, Skicross, Halfpipe, Slopestyle und Big Air.
Höhepunkt der Saison waren die Wettkämpfe der Freestyle-Skiing-Weltmeisterschaften 2023 im georgischen Bakuriani vom 19. Februar bis 5. März 2023, deren Ergebnisse nicht mit in die Weltcupwertungen einflossen.

## Aerials

### Männer

#### Weltcupwertung
| Rang | Name               | Punkte |
| ---- | ------------------ | ------ |
| 01   | Noé Roth           | 429    |
| 02   | Dmytro Kotowskyj   | 371    |
| 03   | Pirmin Werner      | 302    |
| 04   | Christopher Lillis | 279    |
| 05   | Quinn Dehlinger    | 204    |
| 06   | Alexandre Duchaine | 202    |
| 07   | Andrin Schädler    | 201    |
| 08   | Maksym Kuznetsov   | 169    |
| 09   | Volodymyr Kushnir  | 158    |
| 10   | Miha Fontaine      | 155    |

#### Wettbewerbe
| Datum      | Ort         | 1. Platz         | 2. Platz         | 3. Platz           |
| ---------- | ----------- | ---------------- | ---------------- | ------------------ |
| 04.12.2022 | Ruka        | Pirmin Werner    | Noé Roth         | Lewis Irving       |
| 21.01.2023 | Le Relais   | Quinn Dehlinger  | Noé Roth         | Dmytro Kotowskyj   |
| 22.01.2023 | Le Relais   | Noé Roth         | Dmytro Kotowskyj | Christopher Lillis |
| 03.02.2023 | Deer Valley | Dmytro Kotowskyj | Li Tianma        | Chen Shuo          |
| 05.03.2023 | Engadin     | Dmytro Kotowskyj | Noé Roth         | Christopher Lillis |
| 19.03.2023 | Almaty      | Pirmin Werner    | Noé Roth         | Émile Nadeau       |

### Frauen

#### Weltcupwertung
| Rang | Name                    | Punkte |
| ---- | ----------------------- | ------ |
| 01   | Danielle Scott          | 462    |
| 02   | Laura Peel              | 362    |
| 03   | Marion Thénault         | 350    |
| 04   | Kaila Kuhn              | 254    |
| 05   | Winter Vinecki          | 233    |
| 06   | Emma Weiß               | 223    |
| 07   | Anastassija Nowossad    | 222    |
| 08   | Ashley Caldwell         | 176    |
| 09   | Olha Poljuk             | 149    |
| 10   | Schanbota Aldabergenowa | 145    |

#### Wettbewerbe
| Datum      | Ort         | 1. Platz        | 2. Platz        | 3. Platz                |
| ---------- | ----------- | --------------- | --------------- | ----------------------- |
| 04.12.2022 | Ruka        | Danielle Scott  | Marion Thénault | Schanbota Aldabergenowa |
| 21.01.2023 | Le Relais   | Marion Thénault | Ashley Caldwell | Anastassija Nowossad    |
| 22.01.2023 | Le Relais   | Laura Peel      | Ashley Caldwell | Anastassija Nowossad    |
| 03.02.2023 | Deer Valley | Danielle Scott  | Marion Thénault | Kong Fanyu              |
| 05.03.2023 | Engadin     | Danielle Scott  | Laura Peel      | Kong Fanyu              |
| 19.03.2023 | Almaty      | Laura Peel      | Danielle Scott  | Marion Thénault         |

### Mixed-Team
| Datum      | Ort    | 1. Platz                                                             | 2. Platz                                              | 3. Platz                                                        |
| ---------- | ------ | -------------------------------------------------------------------- | ----------------------------------------------------- | --------------------------------------------------------------- |
| 19.03.2023 | Almaty | Vereinigte StaatenAshley Caldwell Christopher Lillis Quinn Dehlinger | Volksrepublik ChinaKong Fanyu Li Tianma Yang Longxiao | UkraineAnastassija Nowossad Oleksandr Okipnjuk Dmytro Kotowskyj |

## Moguls

### Männer

#### Weltcupwertungen
| Rang | Name             | Punkte |
| ---- | ---------------- | ------ |
| 01   | Mikaël Kingsbury | 1002   |
| 02   | Ikuma Horishima  | 0660   |
| 03   | Walter Wallberg  | 0607   |
| 04   | Matt Graham      | 0592   |
| 05   | Nick Page        | 0434   |
| 06   | Benjamin Cavet   | 0399   |
| 07   | Filip Gravenfors | 0372   |
| 08   | Cole McDonald    | 0356   |
| 09   | Dylan Walczyk    | 0315   |
| 10   | Pawel Kolmakow   | 0313   |

| Rang | Name             | Punkte |
| ---- | ---------------- | ------ |
| 01   | Mikaël Kingsbury | 540    |
| 02   | Matt Graham      | 336    |
| 03   | Ikuma Horishima  | 329    |
| 04   | Nick Page        | 292    |
| 05   | Walter Wallberg  | 233    |
| 06   | Benjamin Cavet   | 221    |
| 07   | Cole McDonald    | 184    |
| 08   | Kosuke Sugimoto  | 170    |
| 09   | Pawel Kolmakow   | 151    |
| 10   | Dylan Walczyk    | 147    |

| Rang | Name                | Punkte |
| ---- | ------------------- | ------ |
| 01   | Mikaël Kingsbury    | 462    |
| 02   | Walter Wallberg     | 374    |
| 03   | Ikuma Horishima     | 331    |
| 04   | Filip Gravenfors    | 265    |
| 05   | Matt Graham         | 256    |
| 06   | Benjamin Cavet      | 178    |
| 07   | Cole McDonald       | 172    |
| 08   | Dylan Walczyk       | 168    |
| 09   | Pawel Kolmakow      | 162    |
| 10   | Elliot Vaillancourt | 154    |

#### Wettbewerbe
| Datum      | Ort                  | Disziplin   | 1. Platz         | 2. Platz         | 3. Platz         |
| ---------- | -------------------- | ----------- | ---------------- | ---------------- | ---------------- |
| 03.12.2022 | Ruka                 | Moguls      | Mikaël Kingsbury | Ikuma Horishima  | Matt Graham      |
| 10.12.2022 | Idre                 | Moguls      | Nick Page        | Mikaël Kingsbury | Walter Wallberg  |
| 11.12.2022 | Idre                 | Dual Moguls | Mikaël Kingsbury | Filip Gravenfors | Nick Page        |
| 16.12.2022 | Alpe d’Huez          | Moguls      | Ikuma Horishima  | Mikaël Kingsbury | Cole McDonald    |
| 17.12.2022 | Alpe d’Huez          | Dual Moguls | Ikuma Horishima  | Benjamin Cavet   | Walter Wallberg  |
| 27.01.2023 | Val Saint-Côme       | Moguls      | Mikaël Kingsbury | Walter Wallberg  | Ikuma Horishima  |
| 28.01.2023 | Val Saint-Côme       | Dual Moguls | Walter Wallberg  | Mikaël Kingsbury | Filip Gravenfors |
| 02.02.2023 | Deer Valley          | Moguls      | Matt Graham      | Mikaël Kingsbury | Benjamin Cavet   |
| 04.02.2023 | Deer Valley          | Dual Moguls | Mikaël Kingsbury | Matt Graham      | Walter Wallberg  |
| 11.02.2023 | Chiesa in Valmalenco | Dual Moguls | Ikuma Horishima  | Mikaël Kingsbury | Julien Viel      |
| 17.03.2022 | Almaty               | Moguls      | Mikaël Kingsbury | Pawel Kolmakow   | Matt Graham      |
| 18.03.2022 | Almaty               | Dual Moguls | Mikaël Kingsbury | Walter Wallberg  | Matt Graham      |

### Frauen

#### Weltcupwertungen
| Rang | Name               | Punkte |
| ---- | ------------------ | ------ |
| 01   | Perrine Laffont    | 950    |
| 02   | Jakara Anthony     | 709    |
| 03   | Anri Kawamura      | 673    |
| 04   | Jaelin Kauf        | 653    |
| 05   | Elizabeth Lemley   | 470    |
| 06   | Rino Yanagimoto    | 450    |
| 07   | Olivia Giaccio     | 444    |
| 08   | Avital Carroll     | 333    |
| 09   | Makayla Schoefield | 304    |
| 10   | Hannah Soar        | 295    |

| Rang | Name               | Punkte |
| ---- | ------------------ | ------ |
| 01   | Jakara Anthony     | 480    |
| 02   | Perrine Laffont    | 430    |
| 03   | Jaelin Kauf        | 341    |
| 04   | Anri Kawamura      | 223    |
| 05   | Rino Yanagimoto    | 223    |
| 06   | Elizabeth Lemley   | 190    |
| 07   | Olivia Giaccio     | 186    |
| 08   | Makayla Schoefield | 172    |
| 09   | Avital Carroll     | 166    |
| 10   | Hinako Tomitaka    | 165    |

| Rang | Name             | Punkte |
| ---- | ---------------- | ------ |
| 01   | Perrine Laffont  | 520    |
| 02   | Anri Kawamura    | 380    |
| 03   | Jaelin Kauf      | 312    |
| 04   | Elizabeth Lemley | 280    |
| 05   | Olivia Giaccio   | 258    |
| 06   | Jakara Anthony   | 229    |
| 07   | Rino Yanagimoto  | 227    |
| 08   | Avital Carroll   | 167    |
| 09   | Hannah Soar      | 148    |
| 10   | Alli Macuga      | 138    |

#### Wettbewerbe
| Datum      | Ort                  | Disziplin   | 1. Platz         | 2. Platz         | 3. Platz                 |
| ---------- | -------------------- | ----------- | ---------------- | ---------------- | ------------------------ |
| 03.12.2022 | Ruka                 | Moguls      | Jakara Anthony   | Perrine Laffont  | Anri Kawamura            |
| 10.12.2022 | Idre                 | Moguls      | Jakara Anthony   | Anri Kawamura    | Perrine Laffont          |
| 11.12.2022 | Idre                 | Dual Moguls | Elizabeth Lemley | Anri Kawamura    | Perrine Laffont          |
| 16.12.2022 | Alpe d’Huez          | Moguls      | Jakara Anthony   | Perrine Laffont  | Elizabeth Lemley         |
| 17.12.2022 | Alpe d’Huez          | Dual Moguls | Anri Kawamura    | Perrine Laffont  | Jakara Anthony           |
| 27.01.2023 | Val Saint-Côme       | Moguls      | Anri Kawamura    | Jakara Anthony   | Jaelin Kauf              |
| 28.01.2023 | Val Saint-Côme       | Dual Moguls | Anri Kawamura    | Perrine Laffont  | Makayla Gerken Schofield |
| 02.02.2023 | Deer Valley          | Moguls      | Jakara Anthony   | Jaelin Kauf      | Perrine Laffont          |
| 04.02.2023 | Deer Valley          | Dual Moguls | Perrine Laffont  | Jaelin Kauf      | Hannah Soar              |
| 11.02.2023 | Chiesa in Valmalenco | Dual Moguls | Perrine Laffont  | Elizabeth Lemley | Anri Kawamura            |
| 17.03.2022 | Almaty               | Moguls      | Perrine Laffont  | Jaelin Kauf      | Tess Johnson             |
| 18.03.2022 | Almaty               | Dual Moguls | Perrine Laffont  | Jaelin Kauf      | Olivia Giaccio           |

## Skicross

### Männer

#### Weltcupwertung
| Rang | Name                      | Punkte |
| ---- | ------------------------- | ------ |
| 01   | Reece Howden              | 725    |
| 02   | David Mobärg              | 574    |
| 03   | Florian Wilmsmann         | 508    |
| 04   | Youri Duplessis Kergomard | 430    |
| 05   | Brady Leman               | 354    |
| 06   | Ryō Sugai                 | 346    |
| 07   | Mathias Graf              | 339    |
| 08   | Tobias Müller             | 325    |
| 09   | Jonas Lenherr             | 309    |
| 10   | Terence Tchiknavorian     | 303    |

#### Wettbewerbe
| Datum      | Ort            | 1. Platz                                               | 2. Platz                                               | 3. Platz                                               |
| ---------- | -------------- | ------------------------------------------------------ | ------------------------------------------------------ | ------------------------------------------------------ |
| 05.11.2022 | Les Deux Alpes | Aufgrund von Schneemangel abgesagt. Kein Ersatzrennen. | Aufgrund von Schneemangel abgesagt. Kein Ersatzrennen. | Aufgrund von Schneemangel abgesagt. Kein Ersatzrennen. |
| 08.12.2022 | Val Thorens    | Johannes Rohrweck                                      | Tobias Müller                                          | Jonas Lenherr                                          |
| 09.12.2022 | Val Thorens    | Mathias Graf                                           | Youri Duplessis Kergomard                              | Marc Bischofberger                                     |
| 12.12.2022 | Arosa          | Terence Tchiknavorian                                  | Reece Howden                                           | David Mobärg                                           |
| 21.12.2022 | Innichen       | Mathias Graf                                           | Reece Howden                                           | Brady Leman                                            |
| 22.12.2022 | Innichen       | Reece Howden                                           | Ryō Sugai                                              | Niklas Bachsleitner                                    |
| 21.01.2023 | Idre Fjäll     | David Mobärg                                           | Reece Howden                                           | Erik Mobärg                                            |
| 22.01.2023 | Idre Fjäll     | Reece Howden                                           | Erik Mobärg                                            | Tobias Müller                                          |
| 16.02.2023 | Reiteralm      | David Mobärg                                           | Youri Duplessis Kergomard                              | Bastien Midol                                          |
| 17.02.2023 | Reiteralm      | Jonas Lenherr                                          | Oliver Davies                                          | Tyler Wallasch                                         |
| 04.02.2023 | Oberwiesenthal | Aufgrund von Schneemangel abgesagt.                    | Aufgrund von Schneemangel abgesagt.                    | Aufgrund von Schneemangel abgesagt.                    |
| 05.02.2023 | Oberwiesenthal | Aufgrund von Schneemangel abgesagt.                    | Aufgrund von Schneemangel abgesagt.                    | Aufgrund von Schneemangel abgesagt.                    |
| 12.03.2023 | Veysonnaz      | David Mobärg                                           | Ryō Sugai                                              | Reece Howden                                           |
| 17.03.2023 | Craigleith     | Reece Howden                                           | Florian Wilmsmann                                      | Youri Duplessis Kergomard                              |
| 18.03.2023 | Craigleith     | Brady Leman                                            | Youri Duplessis Kergomard                              | Joos Berry                                             |

### Frauen

#### Weltcupwertung
| Rang | Name                     | Punkte |
| ---- | ------------------------ | ------ |
| 01   | Sandra Näslund           | 900    |
| 02   | Fanny Smith              | 691    |
| 03   | Marielle Thompson        | 664    |
| 04   | Katrin Ofner             | 440    |
| 05   | Hannah Schmidt           | 412    |
| 06   | Marielle Berger Sabbatel | 404    |
| 07   | Daniela Maier            | 387    |
| 08   | Talina Gantenbein        | 382    |
| 09   | Jole Galli               | 378    |
| 10   | Tiana Gairns             | 371    |

#### Wettbewerbe
| Datum      | Ort            | 1. Platz                                               | 2. Platz                                               | 3. Platz                                               |
| ---------- | -------------- | ------------------------------------------------------ | ------------------------------------------------------ | ------------------------------------------------------ |
| 05.11.2022 | Les Deux Alpes | Aufgrund von Schneemangel abgesagt. Kein Ersatzrennen. | Aufgrund von Schneemangel abgesagt. Kein Ersatzrennen. | Aufgrund von Schneemangel abgesagt. Kein Ersatzrennen. |
| 08.12.2022 | Val Thorens    | Sandra Näslund                                         | Marielle Thompson                                      | Talina Gantenbein                                      |
| 09.12.2022 | Val Thorens    | Sandra Näslund                                         | Hannah Schmidt                                         | Daniela Maier                                          |
| 12.12.2022 | Arosa          | Sandra Näslund                                         | Marielle Thompson                                      | Daniela Maier                                          |
| 21.12.2022 | Innichen       | Sandra Näslund                                         | Fanny Smith                                            | Marielle Thompson                                      |
| 22.12.2022 | Innichen       | Sandra Näslund                                         | Andrea Limbacher                                       | Sonja Gigler Fanny Smith                               |
| 21.01.2023 | Idre Fjäll     | Sandra Näslund                                         | Fanny Smith                                            | Daniela Maier                                          |
| 22.01.2023 | Idre Fjäll     | Sandra Näslund                                         | Katrin Ofner                                           | Marielle Thompson                                      |
| 16.02.2023 | Reiteralm      | Sandra Näslund                                         | Marielle Thompson                                      | Daniela Maier                                          |
| 17.02.2023 | Reiteralm      | Sandra Näslund                                         | Sonja Gigler                                           | Jole Galli                                             |
| 04.03.2023 | Oberwiesenthal | Aufgrund von Schneemangel abgesagt.                    | Aufgrund von Schneemangel abgesagt.                    | Aufgrund von Schneemangel abgesagt.                    |
| 05.03.2023 | Oberwiesenthal | Aufgrund von Schneemangel abgesagt.                    | Aufgrund von Schneemangel abgesagt.                    | Aufgrund von Schneemangel abgesagt.                    |
| 12.03.2023 | Veysonnaz      | Fanny Smith                                            | Jade Grillet Aubert                                    | Tiana Gairns                                           |
| 17.03.2023 | Craigleith     | Fanny Smith                                            | Courtney Hoffos                                        | Marielle Thompson                                      |
| 18.03.2023 | Craigleith     | Marielle Berger Sabbatel                               | Marielle Thompson                                      | Brittany Phelan                                        |

## Park & Pipe

### Männer

#### Weltcupwertungen
| Rang | Name               | Punkte |
| ---- | ------------------ | ------ |
| 01   | Birk Ruud          | 560    |
| 02   | Andri Ragettli     | 365    |
| 03   | Birk Irving        | 320    |
| 04   | Brendan Mackay     | 272    |
| 05   | Sebastian Schjerve | 243    |
| 06   | Jesper Tjäder      | 223    |
| 07   | Alex Ferreira      | 200    |
| 08   | Alexander Hall     | 185    |
| 09   | Jon Sallinen       | 181    |
| 10   | David Wise         | 170    |

| Rang | Name                 | Punkte |
| ---- | -------------------- | ------ |
| 01   | Birk Irving          | 320    |
| 02   | Brendan Mackay       | 272    |
| 03   | Alex Ferreira        | 200    |
| 04   | Jon Sallinen         | 181    |
| 05   | David Wise           | 170    |
| 06   | Simon d’Artois       | 168    |
| 07   | Noah Bowman          | 152    |
| 08   | Finley Melville Ives | 114    |
| 09   | Tristan Feinberg     | 112    |
| 10   | Hunter Hess          | 107    |

| Rang | Name               | Punkte |
| ---- | ------------------ | ------ |
| 01   | Birk Ruud          | 360    |
| 02   | Andri Ragettli     | 300    |
| 03   | Jesper Tjäder      | 245    |
| 04   | Alexander Hall     | 201    |
| 05   | Sebastian Schjerve | 175    |
| 06   | Evan McEachran     | 159    |
| 07   | Colby Stevenson    | 142    |
| 08   | Max Moffatt        | 141    |
| 09   | Konnor Ralph       | 137    |
| 10   | Mac Forehand       | 112    |

| Rang | Name                  | Punkte |
| ---- | --------------------- | ------ |
| 01   | Birk Ruud             | 200    |
| 02   | Troy Podmilsak        | 100    |
| 03   | Noah Porter MacLennan | 096    |
| 04   | Sebastian Schjerve    | 084    |
| 05   | Timothé Sivignon      | 080    |
| 06   | Lukas Müllauer        | 076    |
| 07   | Andri Ragettli        | 065    |
| 07   | Jesper Tjäder         | 065    |
| 09   | Hugo Burvall          | 049    |
| 10   | Hunter Henderson      | 045    |
| 10   | Hannes Rudigier       | 045    |

#### Halfpipe
| Datum      | Ort              | 1. Platz      | 2. Platz       | 3. Platz    |
| ---------- | ---------------- | ------------- | -------------- | ----------- |
| 17.12.2022 | Copper Mountain  | Birk Irving   | Brendan MacKay | Noah Bowman |
| 21.01.2023 | Calgary          | Alex Ferreira | Birk Irving    | Noah Bowman |
| 03.02.2023 | Mammoth Mountain | Birk Irving   | Brendan MacKay | David Wise  |
| 11.03.2023 | Secret Garden    | abgesagt      | abgesagt       | abgesagt    |

#### Slopestyle
| Datum      | Ort              | 1. Platz                            | 2. Platz                            | 3. Platz                            |
| ---------- | ---------------- | ----------------------------------- | ----------------------------------- | ----------------------------------- |
| 19.11.2022 | Stubai           | Birk Ruud                           | Andri Ragettli                      | Colby Stevenson                     |
| 14.01.2023 | Font-Romeu       | Aufgrund von Schneemangel abgesagt. | Aufgrund von Schneemangel abgesagt. | Aufgrund von Schneemangel abgesagt. |
| 22.01.2023 | Laax             | Andri Ragettli                      | Alexander Hall                      | Birk Ruud                           |
| 04.02.2023 | Mammoth Mountain | Birk Ruud                           | Sebastian Schjerve                  | Andri Ragettli                      |
| 18.03.2023 | Tignes           | Birk Ruud                           | Jesper Tjäder                       | Andri Ragettli                      |
| 25.03.2023 | Silvaplana       | Jesper Tjäder                       | Evan McEachran                      | Birk Ruud                           |

#### Big Air
| Datum      | Ort             | 1. Platz                                 | 2. Platz                                 | 3. Platz                                 |
| ---------- | --------------- | ---------------------------------------- | ---------------------------------------- | ---------------------------------------- |
| 21.10.2022 | Chur            | Birk Ruud                                | Noah Porter MacLennan                    | Troy Podmilsak                           |
| 25.11.2022 | Falun           | Aufgrund finanzieller Probleme abgesagt. | Aufgrund finanzieller Probleme abgesagt. | Aufgrund finanzieller Probleme abgesagt. |
| 16.12.2022 | Copper Mountain | Birk Ruud                                | Timothé Sivignon                         | Sebastian Schjerve                       |

### Frauen

#### Weltcupwertungen
| Rang | Name             | Punkte |
| ---- | ---------------- | ------ |
| 01   | Johanne Killi    | 440    |
| 02   | Tess Ledeux      | 345    |
| 03   | Sarah Höfflin    | 340    |
| 04   | Mathilde Gremaud | 337    |
| 05   | Rachael Karker   | 320    |
| 06   | Megan Oldham     | 319    |
| 07   | Sandra Eie       | 270    |
| 08   | Kirsty Muir      | 241    |
| 09   | Amy Fraser       | 216    |
| 10   | Zhang Kexin      | 205    |

| Rang | Name             | Punkte |
| ---- | ---------------- | ------ |
| 01   | Rachael Karker   | 320    |
| 02   | Amy Fraser       | 216    |
| 03   | Zhang Kexin      | 205    |
| 04   | Eileen Gu        | 200    |
| 05   | Hanna Faulhaber  | 195    |
| 06   | Dillan Glennie   | 161    |
| 07   | Svea Irving      | 157    |
| 08   | Kim Daeun        | 120    |
| 09   | Riley Jacobs     | 114    |
| 10   | Sabrina Cakmakli | 082    |

| Rang | Name              | Punkte |
| ---- | ----------------- | ------ |
| 01   | Johanne Killi     | 380    |
| 02   | Sarah Höfflin     | 250    |
| 03   | Tess Ledeux       | 205    |
| 04   | Mathilde Gremaud  | 197    |
| 05   | Megan Oldham      | 187    |
| 06   | Kirsty Muir       | 160    |
| 07   | Sandra Eie        | 158    |
| 08   | Ruby Star Andrews | 140    |
| 09   | Grace Henderson   | 137    |
| 10   | Giulia Tanno      | 130    |

| Rang | Name                 | Punkte |
| ---- | -------------------- | ------ |
| 01   | Tess Ledeux          | 140    |
| 01   | Mathilde Gremaud     | 140    |
| 03   | Megan Oldham         | 132    |
| 04   | Sandra Eie           | 112    |
| 05   | Olivia Asselin       | 110    |
| 06   | Kirsty Muir          | 081    |
| 07   | Lara Wolf            | 074    |
| 08   | Anni Kärävä          | 051    |
| 09   | Sarah Höfflin        | 050    |
| 09   | Alia Delia Eichinger | 050    |

#### Halfpipe
| Datum      | Ort              | 1. Platz       | 2. Platz       | 3. Platz       |
| ---------- | ---------------- | -------------- | -------------- | -------------- |
| 17.12.2022 | Copper Mountain  | Rachael Karker | Amy Fraser     | Kelly Sildaru  |
| 21.01.2023 | Calgary          | Eileen Gu      | Rachael Karker | Zhang Kexin    |
| 03.02.2023 | Mammoth Mountain | Zhang Kexin    | Zoe Atkin      | Rachael Karker |
| 11.03.2023 | Secret Garden    | abgesagt       | abgesagt       | abgesagt       |

#### Slopestyle
| Datum      | Ort              | 1. Platz                            | 2. Platz                            | 3. Platz                            |
| ---------- | ---------------- | ----------------------------------- | ----------------------------------- | ----------------------------------- |
| 19.11.2022 | Stubai           | Johanne Killi                       | Kelly Sildaru                       | Grace Henderson                     |
| 14.01.2023 | Font-Romeu       | Aufgrund von Schneemangel abgesagt. | Aufgrund von Schneemangel abgesagt. | Aufgrund von Schneemangel abgesagt. |
| 22.01.2023 | Laax             | Johanne Killi                       | Sarah Höfflin                       | Tess Ledeux                         |
| 04.02.2023 | Mammoth Mountain | Johanne Killi                       | Kirsty Muir                         | Ruby Star Andrews                   |
| 18.03.2023 | Tignes           | Mathilde Gremaud                    | Johanne Killi                       | Megan Oldham                        |
| 25.03.2023 | Silvaplana       | Tess Ledeux                         | Sarah Höfflin                       | Johanne Killi                       |

#### Big Air
| Datum      | Ort             | 1. Platz                                 | 2. Platz                                 | 3. Platz                                 |
| ---------- | --------------- | ---------------------------------------- | ---------------------------------------- | ---------------------------------------- |
| 21.10.2022 | Chur            | Tess Ledeux                              | Sandra Eie                               | Mathilde Gremaud                         |
| 25.11.2022 | Falun           | Aufgrund finanzieller Probleme abgesagt. | Aufgrund finanzieller Probleme abgesagt. | Aufgrund finanzieller Probleme abgesagt. |
| 16.12.2022 | Copper Mountain | Megan Oldham                             | Mathilde Gremaud                         | Olivia Asselin                           |